# Bishop’s Stortford
Bishop's Stortford város az Egyesült Királyságban, Angliában, Hertfordshire megye keleti részén. Lakosainak száma 34 826 fő. Az M11-es autópálya mentén fekszik, közvetlenül a Hertfordshire-Essex megyehatáron. A legközelebbi nagyobb város a Stansted repülőtér közelében, London városkörnyékéhez tartozik. A Charing Crosstól, ami London belvárosában van, 47 kilométerre található. Saját vasútállomása van.

## Története
A város helyén a római időkben kis település helyezkedett el, majd a Római Birodalom bukása után mintegy 900 évvel, Edvárd király egy várat épített itt. A vár később elpusztult, de a domb amire épült ma a kiterjedt Kastélykerteknek ad otthont. 1060 körül az egész várost eladták London püspökének (bishop) innen ered a város neve. A Domesday Book szerint akkoriban a város lakossága 120 fő volt.
A középkorban a város sok fogadójáról volt nevezetes, mivel megállóhely volt a London-Newmarket, illetve a London-Cambridge útvonalon. A városban még ma is három olyan fogadó található, aminek az eredete a 15. és a 16. századra vezethető vissza. A Stansted repülőtér megépítése óta a város repülővel is jól megközelíthető.

## Látnivalók
St. Michael's Church (Szent Mihály-templom) egy dombon álló templom, mely uralja a városképet. A templomban Cecil Rhodes emlékére állított emlékmű látható. Szintén az ő életét mutatja be háza, a Nettlewell-ház, mely ma Rhodes Museum and Commonwealth Centre-ként ismert. Ez a Rhodes-múzeum részét képezi a Bishop's Stortford városi múzeumnak.

## Testvérvárosok
- Villiers-sur-Marne,  Franciaország
- Friedberg,  Németország

## Fordítás
Ez a szócikk részben vagy egészben  a   Bishop's Stortford című angol Wikipédia-szócikk ezen változatának fordításán alapul.  Az eredeti cikk szerkesztőit annak laptörténete sorolja fel. Ez a jelzés csupán a megfogalmazás eredetét és a szerzői jogokat jelzi, nem szolgál a cikkben szereplő információk forrásmegjelöléseként.